# Avelino Pousa Antelo
Avelino Pousa Antelo (Arzón, La Baña - 14 de mayo de 1914 - Teo, 20 de agosto de 2012), también conocido por el pseudónimo de Lucho do peto, fue un intelectual y periodista español que desarrolló su actividad en el ámbito gallego. 
Fue presidente de la Fundación Castelao, vicepresidente de la Fundación Fernández Florez y vocal de las Fundaciones Pedrón de Ouro y Alexandre Bóveda.
Como periodista, fue colaborador en los años 30 de La Voz de Barcala —órgano de la Federación Agropecuaria del distrito de Negreira—, y publicó cientos de artículos en distintas publicaciones sobre temas agrarios y cooperativos, además de sobre temas políticos. 

## Biografía
Estudió durante seis años en la Universidad Pontificia Compostela, luego Magisterio también en Santiago, dos cursos de Comercio en Lugo y Gerente de Cooperativas en Zaragoza. 
En 1936 hizo propaganda del Estatuto de Autonomía de Galicia de ese año como afiliado a las "Mocedades Galeguistas". 
Tras la Guerra Civil desarrolló una intensa labor agrarista y cooperativista en Galicia. En 1946 fue becado en la Misión Biológica de Galicia, dirigida por Cruz Gallastegui Unamuno, y en 1948 comenzó a dirigir la Escuela Agrícola de la Granja de Barreiros, en Ortoá (Sarria), gracias al apoyo del filántropo Antonio Fernández López, quien mantuvo esta institución en funcionamiento con sus propios fondos hasta su muerte, en 1971. 
En 1955 se trasladó a Orotava (Tenerife) donde trabajó como maestro y como Técnico Agrícola del Laboratorio del Cabildo Insular. Regresó a Galicia en 1960 para trabajar como técnico de SEMISA, empresa productora de semillas, pero volvió a trasladarse ese mismo año, ahora a Zaragoza, para dirigir una empresa ganadera (AIVESA). 
Como fruto de su labor de promoción agraria en prensa, en 1963 fue galardonado con el Premio Ramón Mourente de temas agrarios y en 1964 con el premio "Luís Sánchez Harguindey" por el mismo motivo.
En 1970 regresó a Galicia para trabajar como maestro en Pontecesures hasta su jubilación en enero de 1983.
La Asociación Galega de Cooperativas Agrarias le otorgó en 1998 la Insignia de Oro y Esmalte de la Unión de Cooperativas. 
En el año 2000, la Universidad de Santiago de Compostela le otorgó su Insignia de Oro.

## Obras
- Temas de Agricultura (1951)
- Cooperativa de explotación comunitaria para unha parroquia rural (1968)
- ¿Valen ou non as cooperativas comunitarias para o campo galego? (1971)
- Reforma das Estructuras Agrarias de Galicia (1971)
- A Escola Agrícola de Granxa Barreiros (1988)
- Galicia, tarefa urxente (1992)